# 10. konjeniški polk (Italija)
10. konjeniški polk Lancieri di Vittorio Emanuele II je bil konjeniški polk Kraljeve sardinske in Kraljeve italijanske kopenske vojske.

## Zgodovina
Polk je bil prvotno nastanjen na Korziki, razpuščen pa je bil v Neaplju.